# Parafodina aldabrana
Parafodina aldabrana är en fjärilsart som beskrevs av Geoffrey Fryer 1912. Parafodina aldabrana ingår i släktet Parafodina och familjen nattflyn. Inga underarter finns listade i Catalogue of Life.